# Corvus albicollis
El cuervo de cuello blanco (Corvus albicollis) es una especie de ave de la familia de los córvidos (Corvidae) africana de unos 50-54 cm de media. Aunque predominantemente negro, la garganta, el pecho y el cuello son de un color marrón oscuro, con una gran franja de plumas blancas en la parte posterior de la nuca.
Habita sobre todo en el este y sur de África, en parajes abiertos y montañosos. Es bastante común en pequeñas ciudades y aldeas mientras disponga de montañas o colinas para anidar en las cercanías.
Los cuervos de cuello blanco se alimentan sobre todo en el suelo, aunque también obtienen alimento en los árboles. También se les ha visto atrapar tortugas y dejarlas caer desde lo alto al suelo, preferiblemente sobre rocas para partir sus caparazones y comérselas, y repitiendo el proceso cuando no las han quebrado lo suficiente. También suelen alimentarse de los animales muertos en carreteras y caminos, y no desdeñan fruta, grano, insectos, pequeños insectos, frutos secos y comida humana cuando tienen acceso a ellos. En asentamientos humanos a menudo frecuenta jardines y huertos.
Suelen anidar en lugares rocosos, y ocasionalmente en los árboles. La puesta normalmente está formada por 3-5 huevos.
Su graznido es muy similar al del cuervo común, aunque a menudo se lo ha descrito como "ronco" en comparación. Su tono es más susurrante y apagado.